# Wybory do Parlamentu Europejskiego w Austrii w 1996 roku
Wybory do Parlamentu Europejskiego w Austrii w 1996 roku zostały przeprowadzone 13 października 1996. Były to pierwsze wybory po wstąpieniu Austrii do Unii Europejskiej. Austriacy wybrali 21 przedstawicieli do Parlamentu Europejskiego IV kadencji, którzy zastąpili posłów z delegacji krajowej. Wybory wygrała Austriacka Partia Ludowa, zdobywając 29,65% głosów i 7 miejsc w PE.

## Wyniki wyborów
| Lista wyborcza                     | Głosy     | %      | Miejsca |
| ---------------------------------- | --------- | ------ | ------- |
| Austriacka Partia Ludowa           | 1 124 921 | 29,65  | 7       |
| Socjaldemokratyczna Partia Austrii | 1 105 910 | 29,15  | 6       |
| Wolnościowa Partia Austrii         | 1 044 604 | 27,53  | 6       |
| Zieloni                            | 258 250   | 6,81   | 1       |
| Forum Liberalne                    | 161 583   | 4,26   | 1       |
| Die Neutralen – Bürgerinitiative   | 48 600    | 1,28   | 0       |
| Forum Handicap                     | 32 621    | 0,86   | 0       |
| Komunistyczna Partia Austrii       | 17 656    | 0,47   | 0       |
| Głosy nieważne i puste             | 134 393   | –      | –       |
| Suma głosów ważnych                | 3 794 145 | 100,00 | 21      |